# Nicolas Renavand
Nicolas Renavand (25 de junho de 1982) é um tenista profissional francês. Em 15 de abril de 2013, ele alcançou seu maior ranking ATP de simples quando foi N° 225, já em 14 de outubro de 2013, ele alcançou seu maior ranking ATP de duplas quando foi N° 118.